# 148P/Андерсон — LINEAR
Комета Андерсон — LINEAR (148P/Shoemaker-Levy) — короткопериодическая комета семейства Юпитера, которая была обнаружена осенью 1963 года американским астрономом Jean Anderson на фотопластинках, полученных с 22 по 25 ноября в Паломарской обсерватории. Она была описана как диффузный объект 16,0 m звёздной величины с небольшим хвостом длиною в 3 ' угловые минуты. Комета обладает довольно коротким периодом обращения вокруг Солнца — чуть более 7,0 года.

Орбита кометы Андерсон — LINEAR и её положение в Солнечной системе

На основании этих четырёх наблюдений британские астрономы К. Акснес и Брайан Марсден вычислили первую параболическую орбиту с датой перигелия 9 октября 1963 года. Они также отметили, что предполагаемая эллиптическая орбита с периодом обращения не менее 5,5 лет довольно хорошо вписывается в указанные позиции, но рассчитать её более точно, имея данные лишь за такой короткий промежуток времени, не представлялось возможным, а новых наблюдений в тот год получить так и не удалось. Почти на  сорок лет комета перешла в разряд потерянных, пока 24 сентября 2000 года в рамках проекта LINEAR она не была случайно обнаружена вновь в виде звёздоподобного объекта с магнитудой 19,8 m, который первоначально был принят за новый астероид. Но 24 ноября после 300-секундной экспозиции, проведённой американскими астрономами Карлом Хердженротером и A. E. Gleason с 1,54-метрового телескопа обсерватории Стюарда, был получен снимок, на котором у кометы была хорошо различима сильно сконденсированная кома в 5 " угловых секунд и небольшой хвост длиною в 15 " угловых секунд. А к декабрю японский астроном Сюити Накано, проведя расчёты орбиты вновь обнаруженной кометы, связал её с кометой Андерсона 1963 года. Он отметил, что в 1963 году комета прошла перигелий 28 октября и имела период обращения 7,89 года. Причём на эту орбиту комета попала незадолго до своего открытия, после тесного сближения с Юпитером в 1961 году.

## Сближения с планетами
В течение XX и XXI веков комета четыре раза подходила к Юпитеру на расстоянии менее 1 а. е.
- 0,10	а. е. от Юпитера 13 августа 1961 года;
- 0,40	а. е. от Юпитера 8 апреля 1985 года;
- 0,65	а. е. от Юпитера 3 ноября 2066 года;
- 0,17	а. е. от Юпитера 8 марта 2092 года.